# Lula Queiroga
Luiz de França Guilherme de Queiroga Filho, conhecido como Lula Queiroga (Recife, 17 de março de 1960), é um cantor, compositor, poeta, letrista, cineasta, escritor e publicitário brasileiro.

## Biografia
Nasceu no Recife. Filho do jornalista e compositor Luís Queiroga e da cantora Meves Gama.
Foi morar no Rio de Janeiro nos anos oitenta. Ao lado de Mu Chebabi, Lucky Luciano, Fernando Piancó e Ivan Santos criou o projeto multimídia Falange Canibal. Participou como redator dos programas de Chico Anísio e Renato Aragão e de vários projetos musicais.
Em 1983 gravou em parceria com Lenine o disco "Baque solto", pela Philips. Neste disco destacaram-se as faixas "Êxtase" de sua autoria e muito executada naquela época e "Essa alegria" gravada por Elba Ramalho.
Desde então, sempre como artista independente, lançou 5 cds solo de sua autoria: "Aboiando A Vaca Mecânica", "Azul Invisível e Vermelho Cruel", "Tem Juízo Mais Não Usa", "Todo Dia é O Fim do Mundo" e "Aumenta o Sonho". 
Compôs inúmeras músicas gravadas por artistas nacionais e algumas em parcerias com Lenine, Pedro Luís, Marcelo Falcão, Zé Renato, Arnaldo Antunes, Braulio Tavares, Ivan Santos, entre outros.
É sócio fundador da produtora e editora Luni Produções.

## Vida pessoal
Lula faz parte de uma família de músicos. É pai do humorista e ex-VJ da MTV Brasil, Rafael Queiroga, do produtor musical QRG (Guilherme Queiroga), de Luca Queiroga e Giovana Queiroga.

## Obras
- A Mancha
- A Rede
- A Telefonista Na Floresta Predial
- Acende Pra Mim
- Agora Corra
- Ah, Se Eu Vou
- Altos E Baixos
- Atirador
- Barulho da Gota
- Belo Estranho Dia de Amanhã
- Cano No Cabeça
- Casa Pré-Fabricada
- Conceição Dos Coqueiros
- Coração Burro
- Discovery
- Dois Olhos Negros
- Duvidez
- É Nenhuma
- Energia
- Eu No Futuro
- Êxtase
- Fulana
- Geusa
- Girassol da Caverna
- Gruda (trance Em Mim)
- Habitat da Felicidade
- Instigado
- Loa da Lagoa
- Luzineide
- Manga, Graviola, Hortelã
- Maracatu Silêncio
- Megazen
- Melhor do Que Eu Sou (pensando Alto)
- Meus Pés
- Morbidance
- Noite Severina
- Nosso Plano (chuva Cem)
- O Habitat da Felicidade
- O Mistério do Fundo do Olho
- Olhando O Movimento
- Pedaço de Mau Caminho
- Piaba de Ouro
- Pobretown
- Profano
- Prova de Fogo
- Religion
- Rio-que-vem
- Rosebud
- Roupa No Varal
- Sentimental
- Sob o Mesmo Céu
- Sopro de Amor
- Tectopop
- Tem Juízo Mas Não Usa
- Torcida Inglesa
- Trem Fantasma
- Último Minuto
- Você Não Disse

## Discografia
- 1983 - Baque Solto (com Lenine)- Philips - LP
- 1984 - Presença - Polygram - compacto
- 2001 - Aboiando a vaca mecânica - Luni/Trama - CD
- 2004 - Azul invisível, vermelho cruel - Luni - CD
- 2009 - Tem juízo mas não usa - Luni - CD
- 2011 - Todo dia é o fim do mundo
- 2015 - Aumenta o sonho